# Verkehrslandeplatz Leutkirch-Unterzeil

i7
i11
i13
Der Verkehrslandeplatz Leutkirch-Unterzeil (ICAO-Code: EDNL) ist ein Flugplatz in Leutkirch im Allgäu im Landkreis Ravensburg.

## Geschichte und Lage

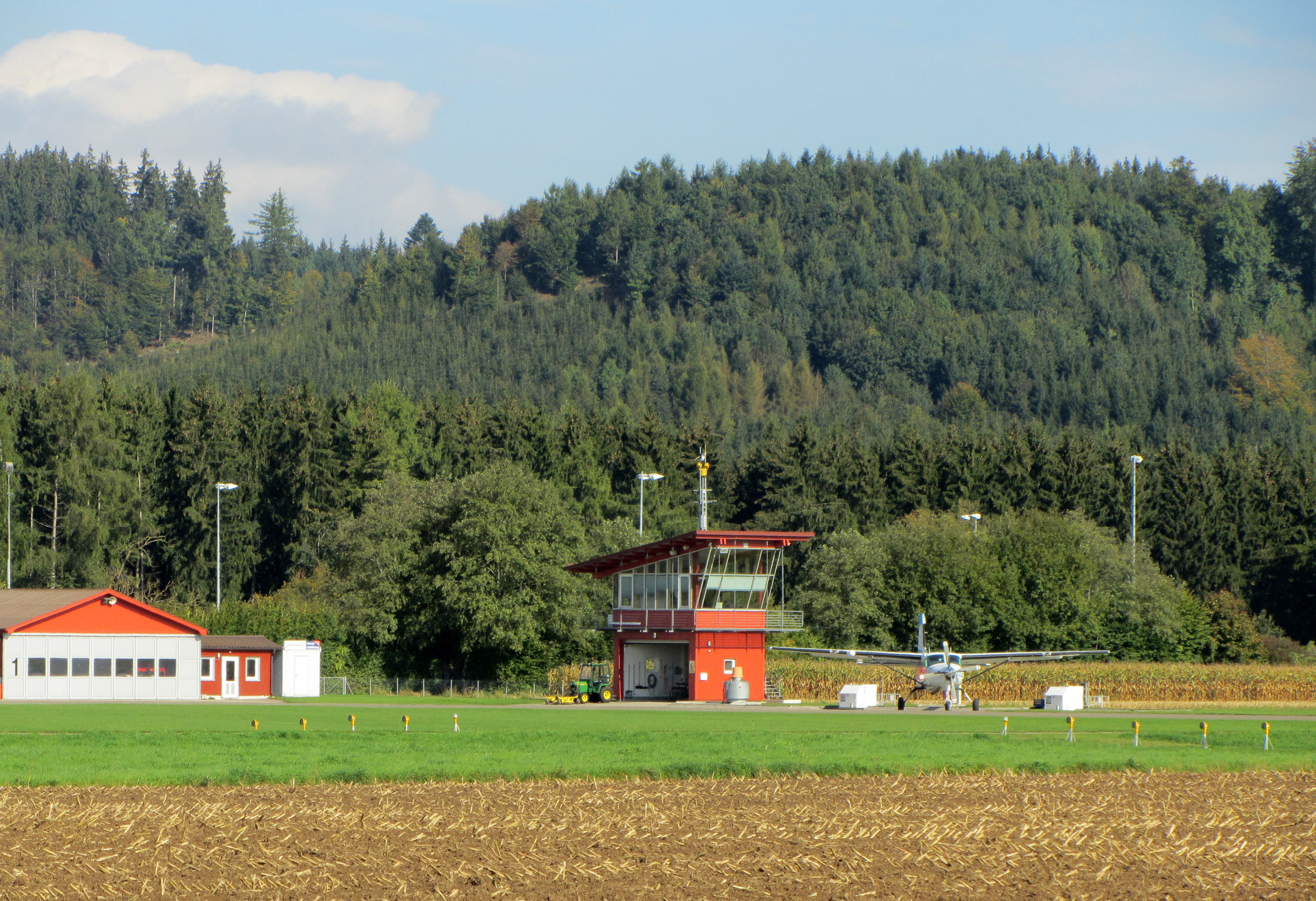
Turm des Verkehrslandeplatzes Leutkirch-Unterzeil

Der Verkehrslandeplatz befindet sich auf der Gemarkung von Reichenhofen in Unterzeil, einem Teilort von Leutkirch unterhalb von Schloss Zeil, in der Nähe des Holzhofs Zeil und des Bahnhofs Unterzeil. Der Betreiber des Verkehrslandeplatzes ist das Adelshaus Waldburg-Zeil.
Am 1. Dezember 1954 wurde vom Betreiber der Antrag auf Genehmigung eines Motorflugplatzes beim Innenministerium von Baden-Württemberg gestellt. Die Überlegungen schlossen zunächst den Bau des Motorflugplatzes auf einem Gelände bei Lampertsried in der Nähe von Seibranz mit ein. Im Laufe des Jahres 1955 wurde eine Holzscheune mit den Maßen von zwölf Metern Länge, neun Meter Breite und einer Torhöhe von 2,50 Meter auf dem Gelände des Flugplatzes errichtet. Die zunächst nur auf 500 m Länge geplante Graspiste wurde im Jahre 1954 vom Luftsicherheitsinspektor Hellwig für ihre Verwendung als geeignet befunden. Am 16. Mai 1955 meldete die fürstliche Verwaltung dem Innenministerium den Fortgang der Arbeiten an dem Gelände in Unterzeil. Die Graspiste war inzwischen 610 m lang und 50 m breit.
Die erste Landung eines Flugzeuges erfolgte am 2. Juli 1955 um 17:00 Uhr durch Georg von Waldburg zu Zeil und Trauchburg mit seiner dreisitzigen dänischen SAI KZ VII, genannt der „Dänische Storch“, auf dem Flugplatz. Wie vom Innenministerium vorgeschrieben, standen zwei Personen, seine Mitarbeiter Josef Kieble und Albert Stöckler, mit einem Feuerlöscher und Tragbahre am Rande der Landebahn. Der Storch wurde im alten Hangar, einer alten Feldscheune, untergebracht.
Am 5. Oktober 1956 erhielt der Betreiber vom Innenministerium Baden-Württemberg die Genehmigung über den Betrieb eines Landeplatzes mit einer Graspiste von 610 m Länge, 50 m Breite und einem Abfluggewicht der Flugzeuge von 2000 kg. Dafür wurden Gebühren in Höhe von 50,- DM und ein Auslagenersatz von 10,- DM erhoben. Die ersten Flugleiter waren Josef Kieble, Ernst Fischer und als Vertragsarzt Hans-Jörg Schleicher.
Schon im Jahre 1957 begann die Bewirtung des Flugplatzes in einem Gastraum, genannt „Propellerstüble“, unterhalb des im selben Jahr errichteten Towers. Die Infrastruktur des Flugplatzes wurde zügig ausgebaut. So erhielt er im Jahre 1961 neben einer asphaltierten Zufahrtsstraße einen eigenen Amtstelefonanschluss, nachdem es bis dahin eine Nebenstelle der fürstlichen Forstverwaltung Waldburg-Zeil war. Die Landebahn wurde im Jahre 1974 asphaltiert. Eine Befeuerungsanlage aus US-Beständen, ursprünglich vom Fliegerhorst Kaufbeuren übernommen, sorgt seit 1968 für die Möglichkeit eines Nachtflugbetriebes.

## Anlage

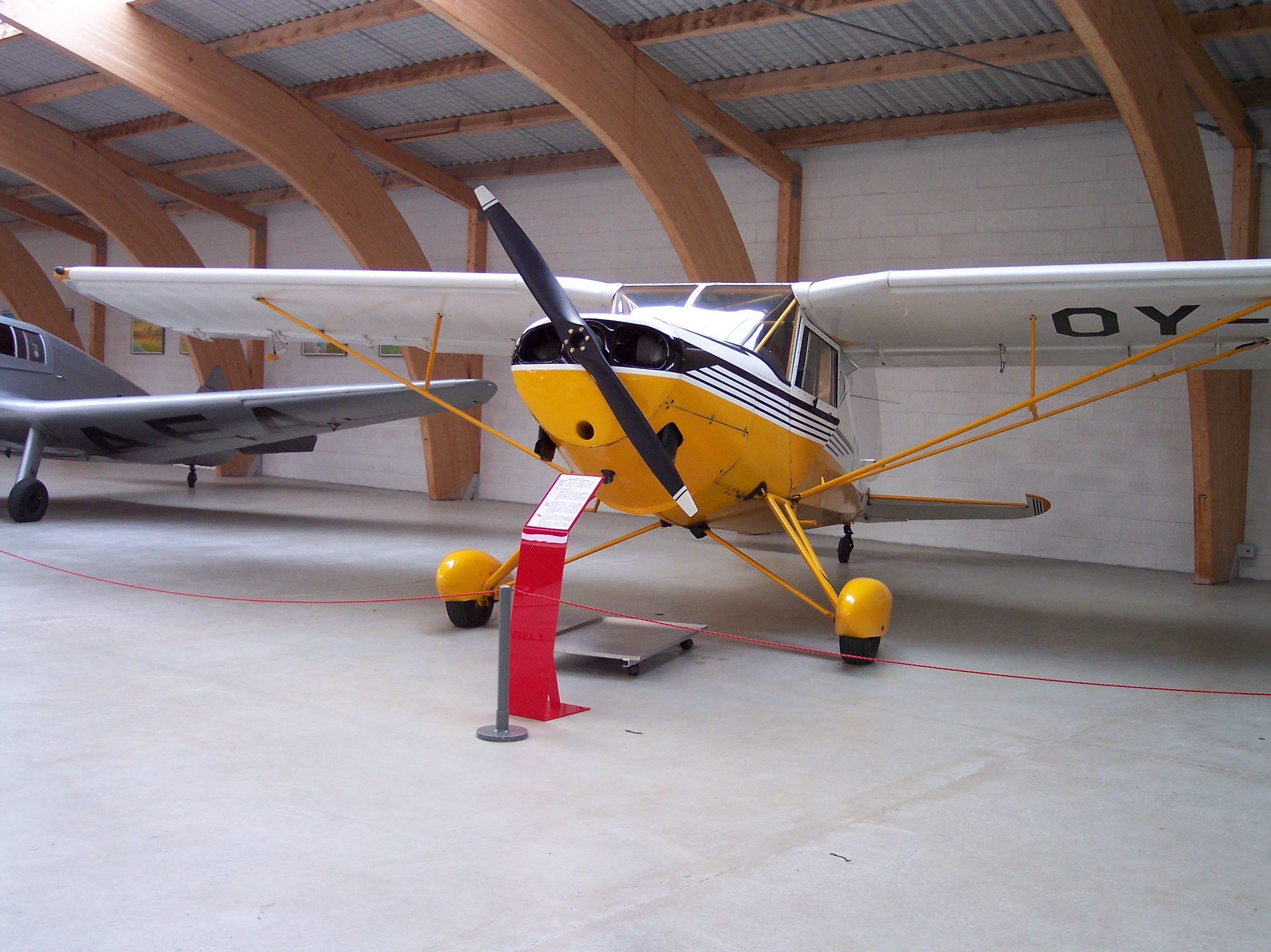
SAI KZ VII Lærke - Typ des ersten Flugzeuges, das auf dem Verkehrslandeplatz 1955 landete.

Der Turm wurde im Jahre 2005 neu errichtet. Ein Jahr später konnte die ansässige Fliegergruppe ihr 50-jähriges Bestehen auf dem Flugplatz feiern. Die asphaltierte Piste ist aktuell 1020 m lang und 20 m breit. Die Piste 24 ist mit einer optischen Gleitweganzeige (PAPI) ausgerüstet. Es besteht eine Zulassung für Flugzeuge mit einem Abfluggewicht bis 5700 kg und Hubschrauber bis 6000 kg. Auch Ballonstarts, Segelflugschlepp, Nachtflugbetrieb, Ultraleichtflug und Fallschirmabsprünge sind möglich. Auf dem Gelände befinden sich mehrere Hallen sowie eine Tankanlage mit 25.000 Litern Fassungsvermögen.

## Grenzübergangsstelle
Schon seit dem 1. August 1958 ist der Flugplatz vom Zollzwang befreit und hat den Status einer Grenzübergangsstelle für ankommende Flugzeuge und deren Passagiere aus dem Ausland. Seit dem Jahr 2000 verfügt die Flugleitung über ein datenbankgestütztes Flugplatzabrechnungssystem. Die örtliche Fallschirmspringergruppe Nuggets befindet sich seit dem Jahr 2003 mit ihren Schulungs- und Aufenthaltsräumen in Halle 3.
Bei Schneebedeckung ist es möglich, mit Schneekufen zu landen.